# 가쿠시마촌
가쿠시마촌(学島村)은 도쿠시마현 오에군에 있던 촌이다. 현재의 요시노가와시에 해당한다.

## 역사
- 1889년 10월 1일 - 정촌제 시행에 의해 3촌의 구역으로 성립하였다.
- 1955년 2월 11일 - 구 가와지마정과 합병해, 새로운 가와지마정이 성립, 동일 가쿠시마촌은 폐지되었다.

## 교통

### 철도
- 일본국유철도
  - 도쿠시마 본선 (현 도쿠시마선)

### 도로
- 국도 제192호선

## 참고문헌
- 角川日本地名大辞典 36 徳島県